# Delmas (Haiti)
Delmas (haitisk kreol: Dèlma) er en by i Port-au-Prince Arrondissement, provinsen Ouest i Haiti med adskillige hundredtusinder indbyggere og danner med Port-au-Prince, Pétionville og Carrefour det såkaldte Aire Metropolitaine.
Denne internetside tyder på omfattende ødelæggelser i Delmas-området efter jordskælvet 12. januar 2010.